# مدينة العقل (رواية)
مدينة العقل (بالإنجليزية: City of the Mind)‏ هي رواية للكاتبة البريطانية بينيلوب ليفلي، نشرت عام 1991، عن دار نشر دويتش.